# Кастет (коммуна)
Касте́т (фр. Castet) — коммуна во Франции, находится в регионе Аквитания. Департамент — Атлантические Пиренеи. Входит в состав кантона Олорон-Сент-Мари-2. Округ коммуны — Олорон-Сент-Мари.
Код INSEE коммуны — 64175.

## География

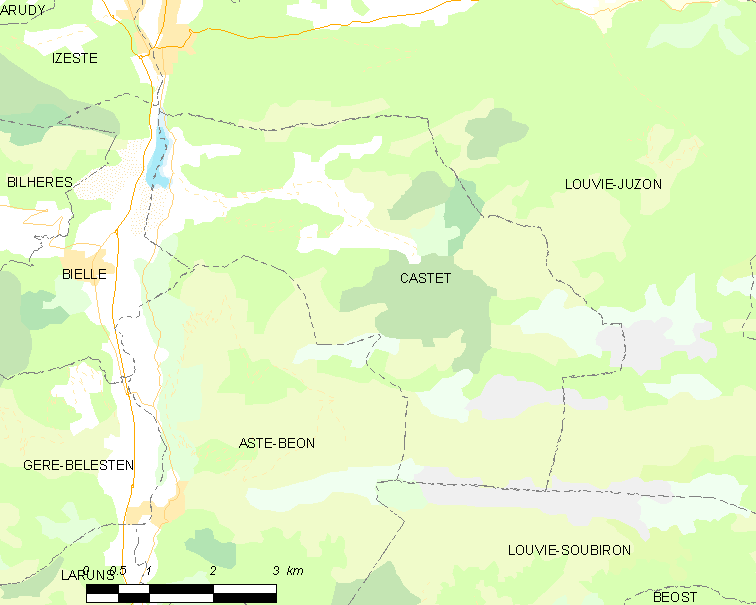
Карта коммуны

Коммуна расположена приблизительно в 680 км к югу от Парижа, в 200 км южнее Бордо, в 26 км к югу от По.
На западе коммуны протекает река Гав-д’Осо.

### Климат
Климат тёплый океанический. Зима мягкая, средняя температура января — от +5°С до +13°С, температуры ниже −10 °C бывают редко. Снег выпадает около 15 дней в году с ноября по апрель. Максимальная температура летом порядка 20-30 °C, выше 35 °C бывает очень редко. Количество осадков высокое, порядка 1100 мм в год. Характерна безветренная погода, сильные ветры очень редки.

## Население
Население коммуны на 2010 год составляло 160 человек.
| 1962 | 1968 | 1975 | 1982 | 1990 | 1999 | 2010 |
| ---- | ---- | ---- | ---- | ---- | ---- | ---- |
| 255  | 241  | 189  | 189  | 157  | 155  | 160  |

## Администрация
| Период | Период | Фамилия     | Партия | Примечания |
| ------ | ------ | ----------- | ------ | ---------- |
| 1989   | 2001   | Ги Морави   |        |            |
| 2001   | 2014   | Робер Дагер |        |            |
| 2014   | 2020   | Франсис Ду  |        |            |

## Экономика
В 2010 году среди 92 человек трудоспособного возраста (15-64 лет) 66 были экономически активными, 26 — неактивными (показатель активности — 71,7 %, в 1999 году было 72,3 %). Из 66 активных жителей работали 58 человек (32 мужчины и 26 женщин), безработных было 8 (2 мужчин и 6 женщин). Среди 26 неактивных 6 человек были учениками или студентами, 13 — пенсионерами, 7 были неактивными по другим причинам.

## Достопримечательности
- Церковь Св. Поликарпа (XI век). Исторический памятник с 1997 года[4]
- Замок Кастет, или Башня Абади (XII век). Исторический памятник с 1998 года[5]

## Фотогалерея

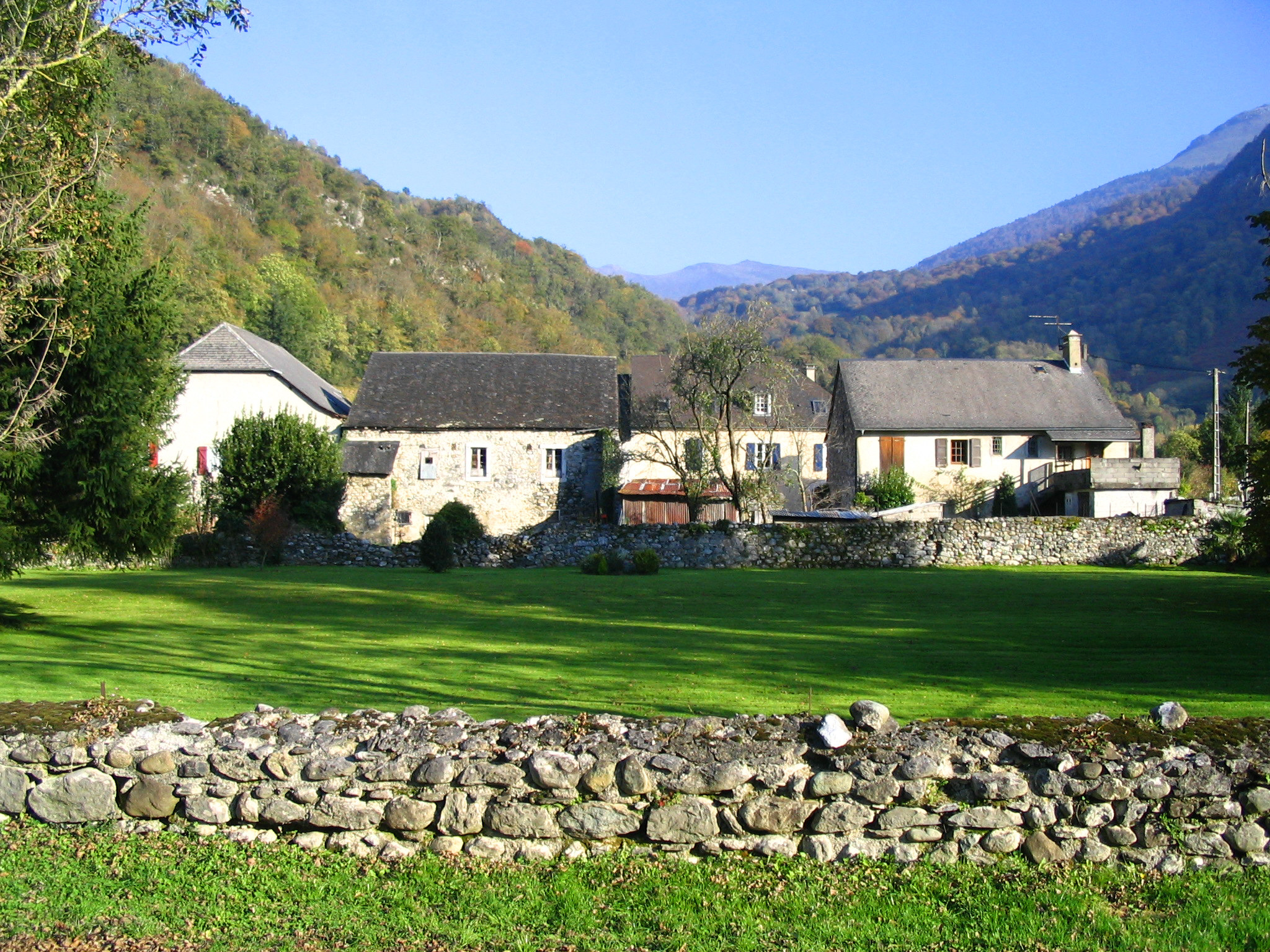
Кастет
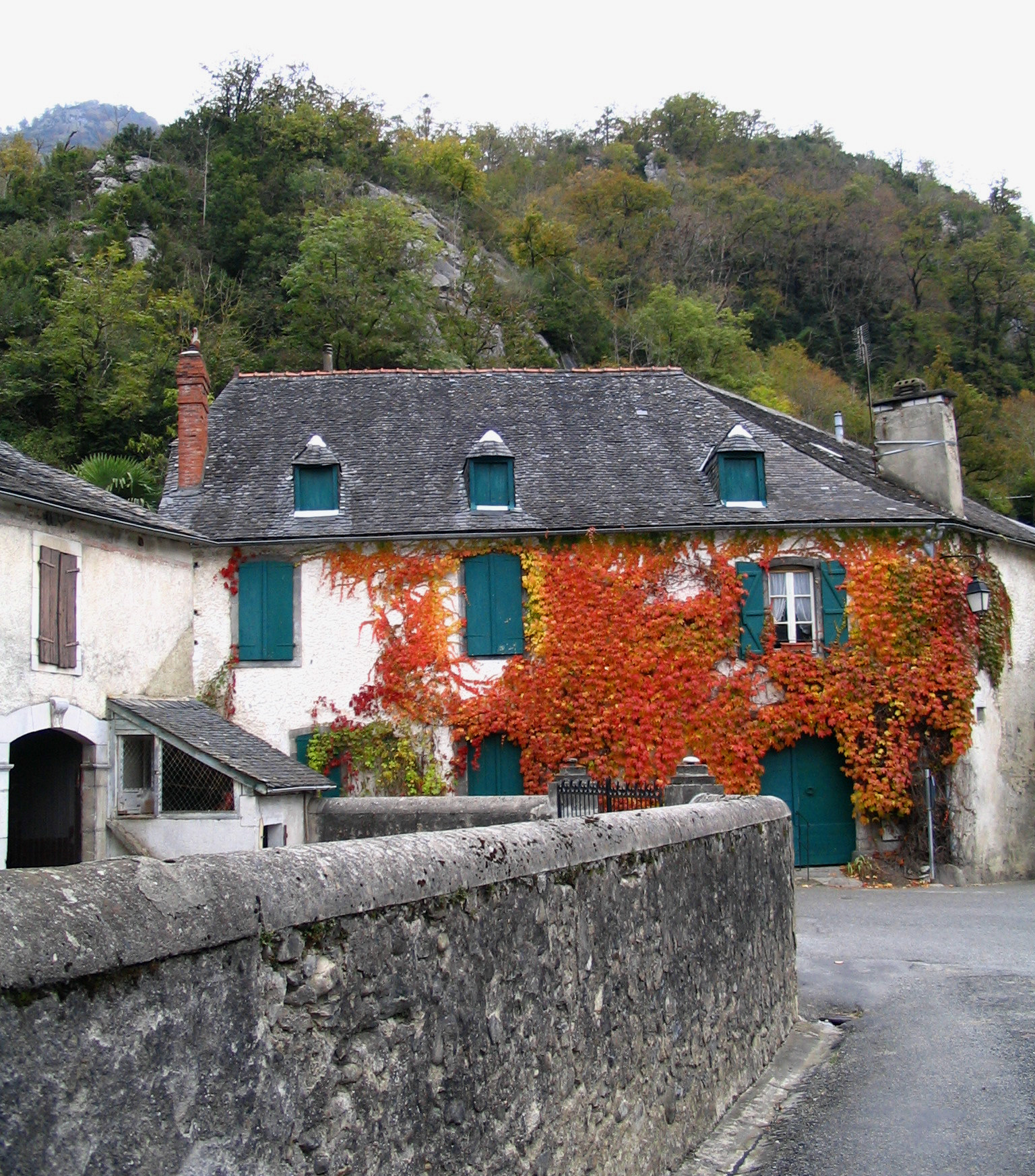
Кастет
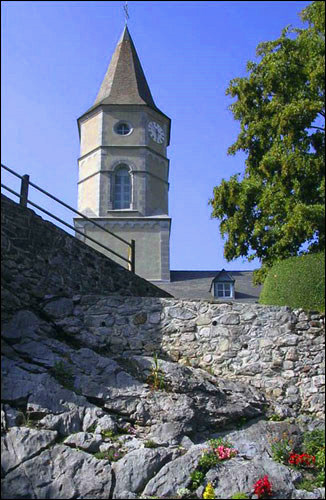
Церковь Св. Поликарпа
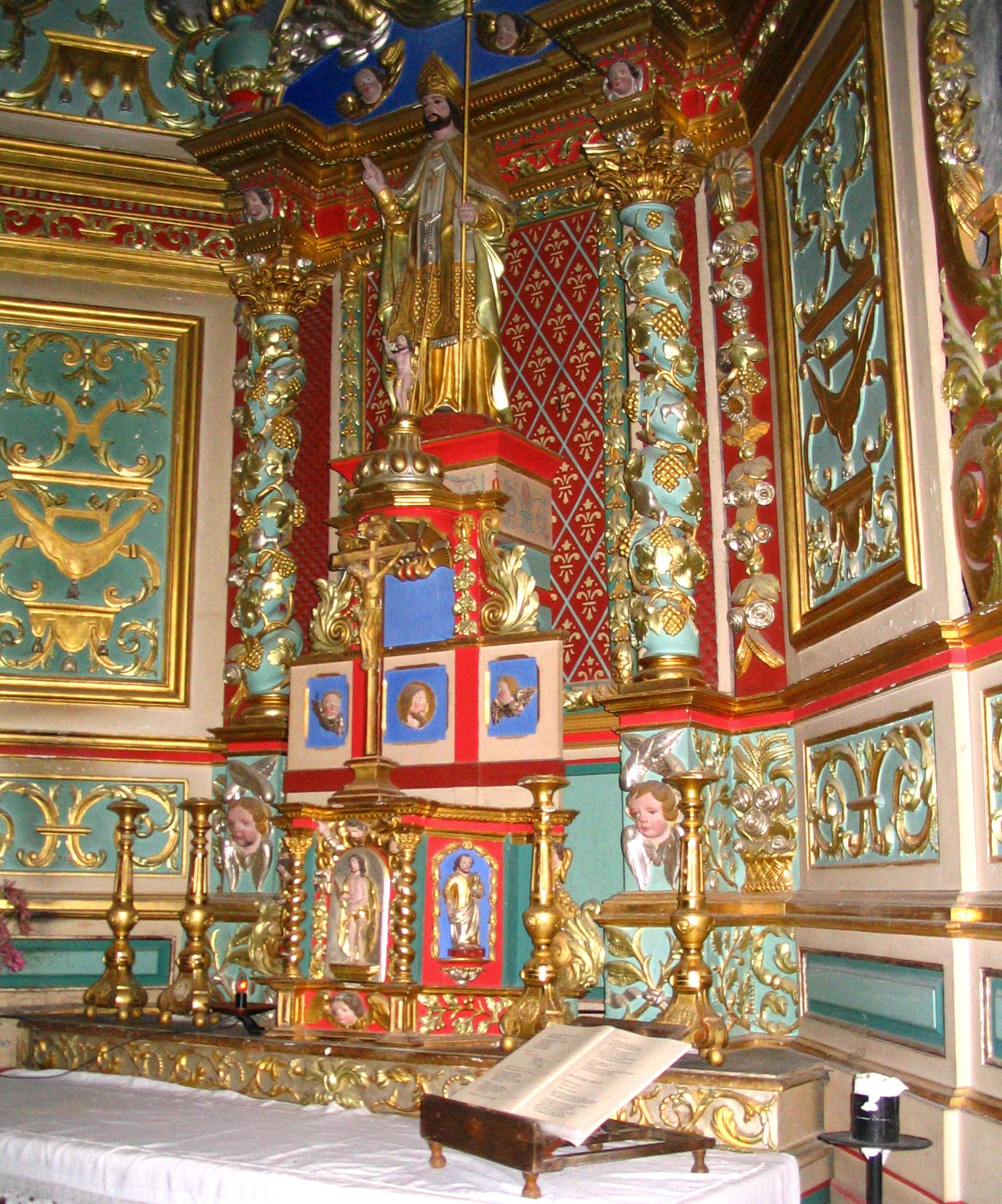
Интерьер церкви Св. Поликарпа
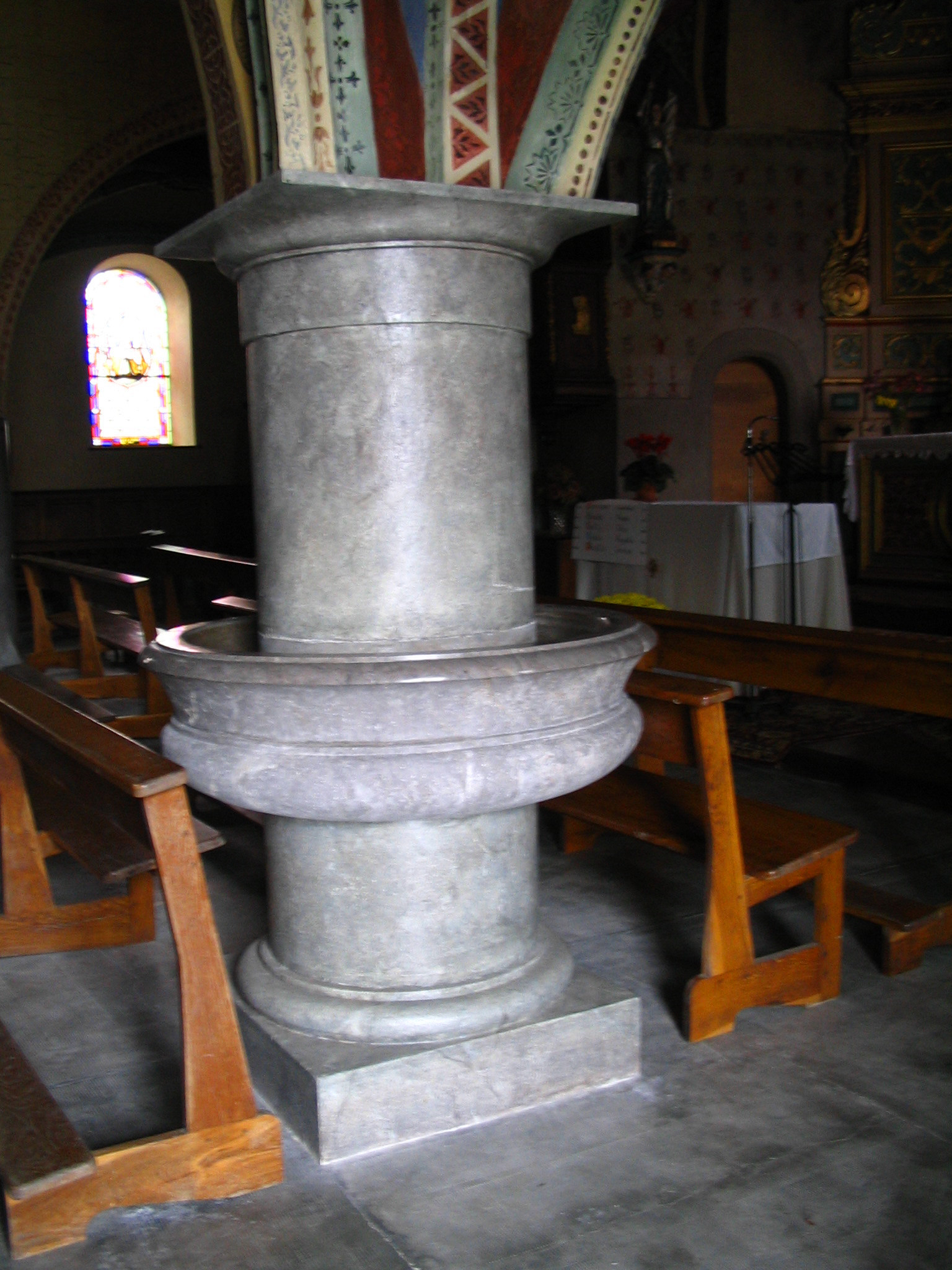
Интерьер церкви Св. Поликарпа